# Hal Uplinger
Harold Francis Uplinger, detto Hal (New Kensington, 30 settembre 1929 – Dana Point, 1º febbraio 2011), è stato un cestista e produttore televisivo statunitense, professionista nella NBA.